# Kreuzberger Bügel

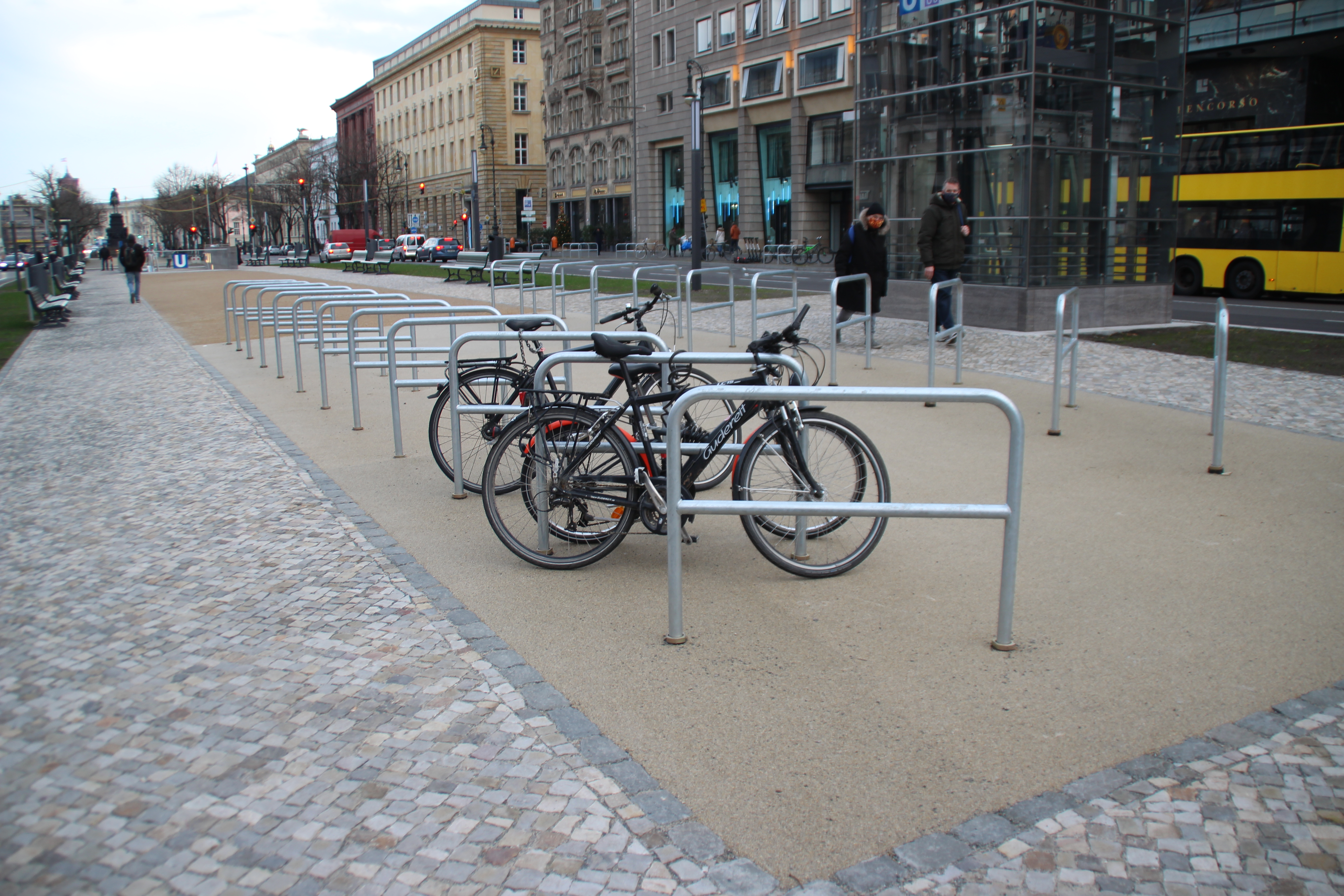
Kreuzberger Bügel in Berlin-Mitte

Der Kreuzberger Bügel ist eine stationäre Fahrradabstellanlage aus dem Typenspektrum der Anlehnbügel. Er ist nach dem Berliner Ortsteil Kreuzberg benannt, in dem er Ende der 1980er-Jahre entwickelt und erstmals zum Einsatz kam. Charakteristisches Merkmal ist eine zweite Querstange in ca. halber Höhe (Knieholm).

## Historie
Der Kreuzberger Bügel ist eine Weiterentwicklung der Urform des Fahrradanlehnbügels, des Anfang der 1980er-Jahre in der österreichischen Bundeshauptstadt eingeführten „Wiener Radbügels“. Auf Anregung des örtlichen ADFC gab das Tiefbauamt Kreuzberg Prototypen in Auftrag. Nachdem die ersten Exemplare aufgestellt waren, testeten ADFC-Mitglieder die Handhabung. Die festgestellten Mängel bezüglich Geometrie und Einbautiefe wurden vom Tiefbauamt bei der nächsten Serie berücksichtigt. Die Nullserie wurde am nordöstlichen Ausgang des S-Bahnhofes Anhalter Bahnhof (S1/2) installiert.

## Bauweise
Die Form des Kreuzberger Bügels entspricht einem kopfstehenden „U“ mit einer zweiten Querstange in ca. halber Höhe (Knieholm). Der Bügel wird überwiegend in einer Bauform zum Einbetonieren der Fußenden angeboten. Es gibt aber auch Ausführungen mit Befestigungsflanschen an den Rohrenden, so dass der Bügel auf festen Untergründen wie Beton oder Asphalt aufgedübelt werden kann.

## Eigenschaften
Anlehnbügelmodelle wie der Kreuzberger Bügel oder der Wiener Fahrradbügel stellen deutlich fahrradschonendere, nutzerfreundlichere und diebstahlresistentere Abstellanlagen dar als einfache Vorderradhalter. Anlehnbügel haben im Gegensatz zu allen vorderradfixierenden Fahrradparkern den Vorteil, dass sie mit allen Reifengrößen und -breiten zurechtkommen und auch „Fatbikes“ eine gute Abstellmöglichkeit bieten.
Der charakteristische Knieholm des Kreuzberger Bügels macht ihn auch tauglich zum Anlehnen und Anschließen von kleineren Fahrrädern/Kinderfahrrädern. Außerdem verhindert der Knieholm weitgehend das Umschlagen des Vorderrades eines angelehnten Fahrrades bei Lastwechseln (Ab- bzw. Einhängen von Packtaschen, Verladen von Einkäufen, Verladen von Kindern in ihren Kindersitz). Dennoch erfüllt der Kreuzberger Bügel ebenso wie andere Anlehnbügelmodelle nicht alle Anforderungen der seit 2016 geltenden Qualitätsnorm DIN79008 „Stationäre Fahrradparksysteme“; beispielsweise stellen Anlehnbügelmodelle nicht sicher, dass ein abgestelltes Fahrrad nicht selbstständig aus der Parkposition herausrollen kann (Abschnitt 6.5 der Norm).

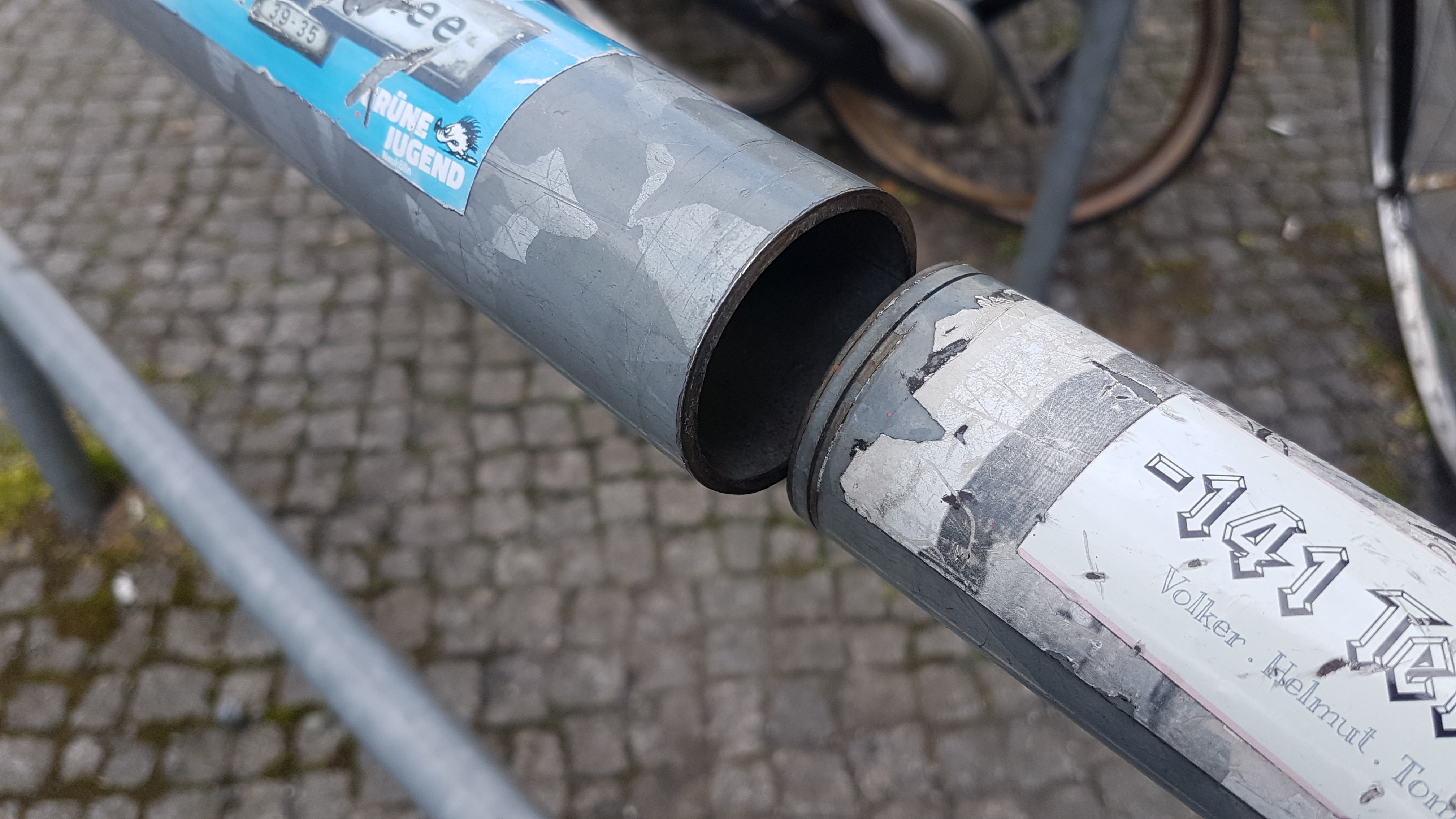
Durchtrennter Kreuzberger Bügel

An Kreuzberger Bügeln und anderen Anlehnbügeln können mit einem Fahrradschloss leicht Fahrradrahmen und Bügel zusammengeschlossen werden, was im Gegensatz zu „in sich“ zusammengeschlossenen Fahrrädern ein Wegtragen weitgehend verhindert. Jedoch können die Rundrohre von Anlehnbügeln mit einem Rohrabschneider schnell, lautlos und weitgehend unauffällig durchtrennt werden, so dass auf diese Weise zunehmend Fahrraddiebstähle durchgeführt werden.
Anlehnbügeln wie dem Kreuzberger Bügel werden eine hohe stadtgestalterische Verträglichkeit zugeschrieben.
Während die Forschungsgesellschaft für Straßen- und Verkehrswesen (FGSV) in ihren „Hinweisen zum Fahrradparken“ Anlehnbügel wie den Kreuzberger Bügel als Quasi-Vorzugstyp für Fahrradhalter insbesondere im öffentlichen Straßenraum benennt, gibt es in Fachkreisen aber auch kritische Meinungen dazu, die den DIN79008-konformen Modellen (weitgehend deckungsgleich mit den ADFC-empfohlenen Modellen) den Vorzug geben.